# Diomocoris maoricus
Diomocoris maoricus är en insektsart som först beskrevs av Walker 1873.  Diomocoris maoricus ingår i släktet Diomocoris och familjen ängsskinnbaggar. Inga underarter finns listade i Catalogue of Life.